# ATACS

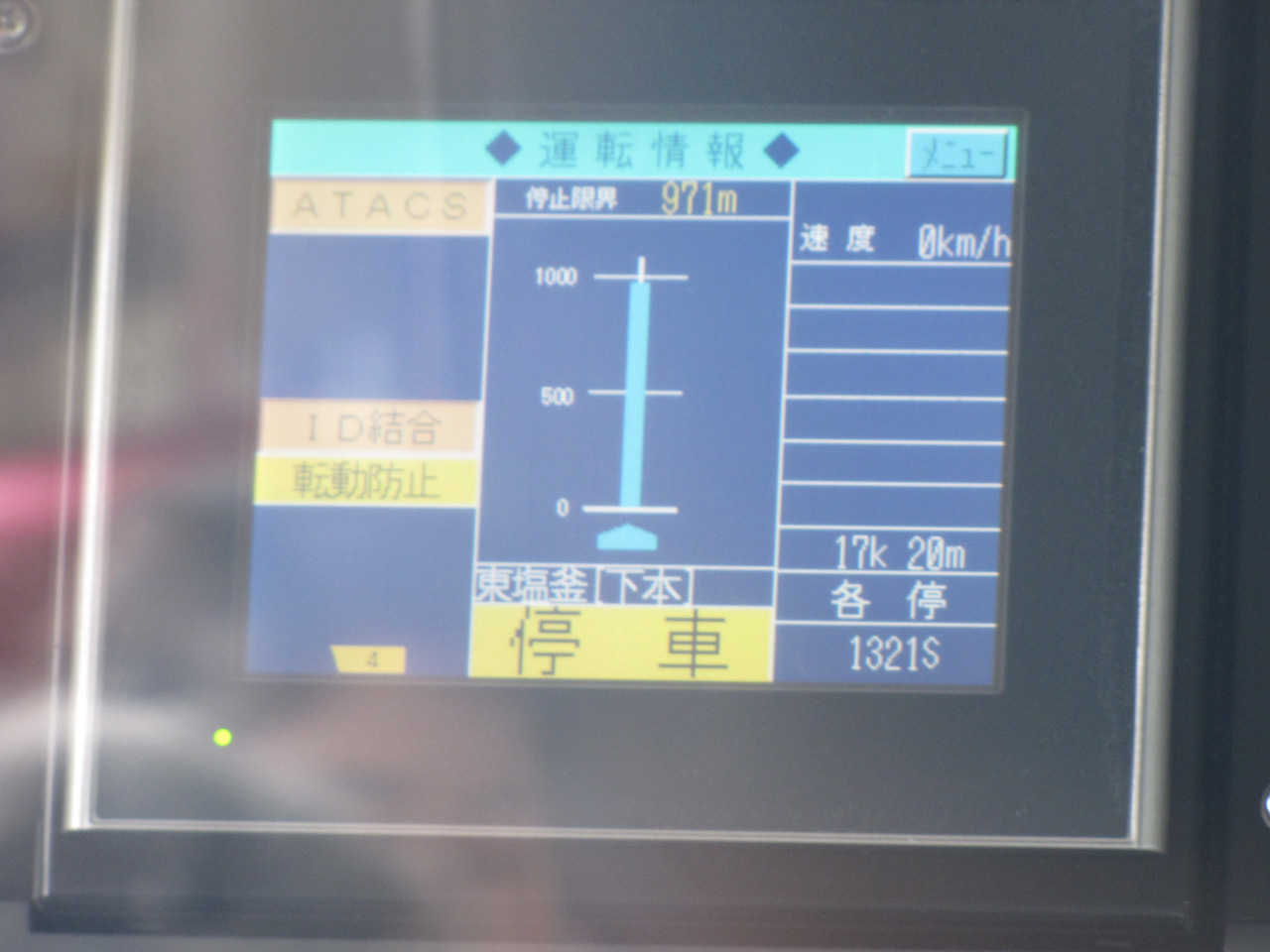
東日本旅客鐵道 205系3100番台的ATACS控制介面

ATACS (Advanced Train Administration and Communications System)，是東日本旅客鐵道所研發的一套列车自动控制系统。這套系統於2011年首先引入了仙石線使用。
重要特点包括：将列车位置检测从传统的轨道回路改为车载检测，并通过数字无线通信实现地面与车载之间的通信。它还集成了现有信号系统中的自动列车保安装置（ATS和ATC）、联锁装置和道口控制装置。这也是日本首个移动闭塞系统。
截至2020年10月，ATACS系统在仙石线（从青叶通站到东盐釜站）和埼京線（从池袋站到大宫站）上使用。此外，还在小海线（从小諸站到小渊泽站）上应用了基于ATACS的无线列车控制系统，用于地方交通线路。